# Соларис (роман)
Соларис (Solaris) је научнофантастични роман пољског књижевника и писца научне фантастике Станислава Лема из 1961. године. Говори о немогућности комуникације измећу људске и нељудских врста.
Планета Соларис, која је иначе свесна, испитује мисли научника који се налазе на истраживачкој станици изнад планете и врше анализе. Соларис има способност да испољи њихове тајне, кривицу и бриге у људској форми, за сваког научника понаособ.
Соларис је једно од Лемових филозофских истраживања која се баве ограничењима човека који свет посматра антропоморфно.

## Фабула
Соларис говори о узалудности покушаја комуникације са ванземаљским животом на удаљеним планетама. Соларис, с којим научници покушавају да успоставе комуникацију, готово у потпуности је прекривен океаном, за кога ће се касније ипоставити да је јединствен организам који обавија планету. Таласи на његовој површини еквивалент су мишићних контракција.
Крис Келвин стиже на научну истраживачку станицу која лебди (помоћу антигравитационих генератора) изнад океанске површине планете Соларис. Научници су проучавали планету и њен океан много деценија, у оквиру научне дисциплине соларистике, која се током година свела на пуко посматрање и бележење сложених феномена који се јављају на површини океана. Успели су само да начине формалну класификацију феномена не схватајући шта те активности заправо представљају. Непосредно пре доласка Келвина, који је психолог, посада је изложила океан агресивнијим експериментима, бомбардовању икс-зрацима. Њихово експериментисање даје неочекиване резултате и постаје трауматично за сваког њих.
Одговор океана на њихову агресивност је испољавање дубљих, скривенијих аспеката личности људских научника, док океан сам и даље остаје мистериозан. Океан тестира научнике тако што их сукобљава са њиховим најболнијим и најпотиснутијим мислима и сећањима. Чини то тако што материјализује људска бића; Келвин се суочава са сећањима на своју преминулу супругу и осећајем кривице због њеног самоубиства. Постоје наговештаји да су муке других научника још горе од Келвинових.
Интелигенција океана доживљава и испољава физичке феномене на начин необјашњив ограниченој земаљској науци. Ванземаљски ум Солариса је толико различит од људског да су покушаји комуникације међу врстама осуђени на неуспех.

## Екранизација
По роману је снимљен телевизијски филм у два дела 1968. у СССР-у, у режији Бориса Ниренбурга, као и два филма - један 1972. у СССР-у, у режији Андреја Тарковског, и други 2002. у режији Стивена Содерберга.